# 维劳努斯
维劳努斯（拉丁語：Vellaunus）凯尔特神话神祇之一。它作为古代凯尔特的众多神祇之一发挥影响并产生作用，其事迹反映于相关铭文等两件文物中。